# شهرداری استونز
شهرداری استونز (دانمارکی: Stevns Kommune) یک شهرداری در استان شیلند در ساحل جنوب شرقی جزیره شیلند در جنوب دانمارک است. این شهرداری ناحیه‌ای به اندازه ۲۵۰ کیلومتر مربع را پوشش می‌دهد و ۲۲٬۷۸۲ تن جمعیت دارد.
مرکز شهرداری و سومین شهر بزرگ هارلا است.